# Östersjön (Sura socken, Västmanland)
Östersjön är en sjö i Surahammars kommun i Västmanland och ingår i Norrströms huvudavrinningsområde. Sjön har en area på 1,22 kvadratkilometer och ligger 54,9 meter över havet. Sjön avvattnas av vattendraget Kolbäcksån. Vid provfiske har bland annat abborre, asp, björkna och braxen fångats i sjön.

## Delavrinningsområde
Östersjön ingår i det delavrinningsområde (661866-152164) som SMHI kallar för Utloppet av Östersjön. Medelhöjden är 66 meter över havet och ytan är 27,15 kvadratkilometer. Räknas de 140 avrinningsområdena uppströms in blir den ackumulerade arean 2 974,73 kvadratkilometer. Kolbäcksån som avvattnar avrinningsområdet har biflödesordning 3, vilket innebär att vattnet flödar genom totalt 3 vattendrag innan det når havet efter 158 kilometer. Avrinningsområdet består mestadels av skog (46 procent) och jordbruk (17 procent). Avrinningsområdet har 1,99 kvadratkilometer vattenytor vilket ger det en sjöprocent på 7,3 procent. Bebyggelsen i området täcker en yta av 3,22 kvadratkilometer eller 12 procent av avrinningsområdet.

## Fisk
Vid provfiske har följande fisk fångats i sjön:
- Abborre
- Asp
- Björkna
- Braxen
- Gärs
- Gädda
- Gös
- Karpfisk obestämd
- Mört